# Leonel Pilipauskas
Leonel Eduardo Pilipauskas Rodríguez (Montevideo, 18 maggio 1975) è un ex calciatore uruguaiano, di ruolo centrocampista.

## Carriera

### Club
Pilipauskas inizia la carriera nel suo Paese per Bella Vista, Penarol e Fénix, questo periodo in Uruguay sarà intervallato da una stagione in Liga spagnola nell'Atlético Madrid. Nel 2005 si sposta in Argentina, dove giocherà per Instituto e Platense, tornando varie volte al Fénix, squadra dove tuttora gioca.

### Nazionale
Pilipauskas ha esordito in Nazionale il 17 giugno 1999, in un'amichevole contro il Paraguay, per poi indossare la casacca della Celeste per quattro volte nel 1999, quando venne convocato per la fase finale della Copa América, dove la sua Nazionale arrivò al secondo posto.

## Statistiche

### Cronologia presenze e reti in nazionale
| Cronologia completa delle presenze e delle reti in nazionale ― Uruguay | Cronologia completa delle presenze e delle reti in nazionale ― Uruguay | Cronologia completa delle presenze e delle reti in nazionale ― Uruguay | Cronologia completa delle presenze e delle reti in nazionale ― Uruguay | Cronologia completa delle presenze e delle reti in nazionale ― Uruguay | Cronologia completa delle presenze e delle reti in nazionale ― Uruguay | Cronologia completa delle presenze e delle reti in nazionale ― Uruguay | Cronologia completa delle presenze e delle reti in nazionale ― Uruguay |
| Data                                                                   | Città                                                                  | In casa                                                                | Risultato                                                              | Ospiti                                                                 | Competizione                                                           | Reti                                                                   | Note                                                                   |
| ---------------------------------------------------------------------- | ---------------------------------------------------------------------- | ---------------------------------------------------------------------- | ---------------------------------------------------------------------- | ---------------------------------------------------------------------- | ---------------------------------------------------------------------- | ---------------------------------------------------------------------- | ---------------------------------------------------------------------- |
| 17-6-1999                                                              | Ciudad del Este                                                        | Paraguay                                                               | 3 – 2                                                                  | Uruguay                                                                | Amichevole                                                             | -                                                                      |                                                                        |
| 1-7-1999                                                               | Asunción                                                               | Uruguay                                                                | 0 – 1                                                                  | Colombia                                                               | Coppa America 1999 - 1º turno                                          | -                                                                      |                                                                        |
| 4-7-1999                                                               | Luque                                                                  | Uruguay                                                                | 2 – 1                                                                  | Ecuador                                                                | Coppa America 1999 - 1º turno                                          | -                                                                      |                                                                        |
| 17-11-1999                                                             | Maldonado                                                              | Uruguay                                                                | 0 – 1                                                                  | Paraguay                                                               | Amichevole                                                             | -                                                                      | 63’                                                                    |
| Totale                                                                 |                                                                        | Presenze                                                               | 4                                                                      |                                                                        | Reti                                                                   | 0                                                                      |                                                                        |